# Vena saphena magna

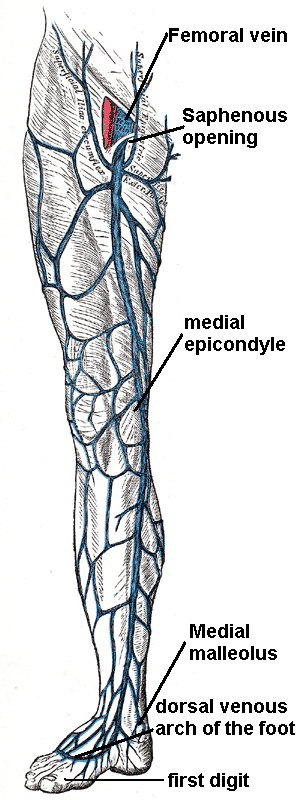
Vena saphena magna

Die Vena saphena magna (V.s.m., VSM; „große Rosenader“; aus lateinisch vena ‚Blutader, Vene, und aus arabisch safin ‚verborgen‘ und lateinisch magnus, -a, -um ‚groß‘; auch Vena saphena interna und in der Tieranatomie Vena saphena medialis genannt) ist eine Blutader der unteren Extremität.
Sie entsteht aus dem Zusammenfluss mehrerer oberflächlich gelegener Fußvenen am Unterschenkel und zieht vor dem Knöchel dann mittig zum Schienbein und dorsomedial am inneren Gelenkknorren des Oberschenkelknochens (Condylus medialis) an die Oberschenkelinnenseite. Außer beim Menschen wird sie dabei von der Arteria saphena begleitet. Die Vene nimmt am Venenstern die epifasziellen Venen der Leistenregion auf, zieht durch den Hiatus saphenus und mündet schließlich in der Leistenregion in die Oberschenkelvene (Vena femoralis).
Die Vena saphena magna kann zur Blutentnahme und zum Legen eines peripheren Venenkatheters verwendet werden. Insbesondere bei Katzen ist sie die größte der leicht zugänglichen oberflächlichen Venen.
Krampfadern in der Vena saphena magna können mittels endovenöser Lasertherapie (ELT) behandelt werden.